# Xã Jasper, Quận Ozark, Missouri
Xã Jasper (tiếng Anh: Jasper Township) là một xã thuộc quận Ozark, tiểu bang Missouri, Hoa Kỳ. Năm 2010, dân số của xã này là 703 người.